# بوهاني (بني ڭرفط)
بوهاني هي إحدى مشيخات المملكة المغربية، تتبع جغرافيا لإقليم العرائش وإداريًا لبني ڭرفط. يقدر عدد سكانها بـ 4546 نسمة حسب الإحصاء الرسمي للسكان والسكنى لسنة 2004.